# Шааби, Асма
Асма Шааби (фр. Asmaa Chaâbi; 10 сентября 1962, Кенитра) — марокканский политик, член Партии прогресса и социализма (ППС). Первая в истории Марокко женщина, избранная мэром. С 2003 года руководит мэрией г. Эс-Сувейра.
Дочь одного из богатейших марокканцев, миллиардера и политика Милоуда Шааби, состояние которого по оценке Forbes — $ 3 миллиарда.
В 1985 году окончила Вестминстерский университет в Лондоне. Работала ответственной за международные отношения YNNA Холдинг её отца.